# Ga tòa thị chính Incheon
Ga Toà thị chính Incheon (Tiếng Hàn: 인천시청역, Hanja: 仁川市廳驛) là ga trung chuyển của Tàu điện ngầm Incheon tuyến 1 và Tàu điện ngầm Incheon tuyến 2 nằm ở Ganseok-dong, Namdong-gu, Incheon

## Lịch sử
- 19 tháng 3 năm 1994: Tên ga được quyết định là Ga Tòa thị chính Incheon[1]
- 6 tháng 10 năm 1999: Bắt đầu hoạt động với việc khai trương Tàu điện ngầm Incheon tuyến 1[2]
- 1 tháng 6 năm 2009: Mở rộng Tàu điện ngầm Incheon tuyến 1 đoạn Ga Tòa thị chính Incheon ~ Khu đô thị mới Songdo
- 30 tháng 7 năm 2016: Trở thành ga trung chuyển với việc khai trương Tàu điện ngầm Incheon tuyến 2[3]

## Bố trí ga

### Incheon tuyến 1 (B4F)
| Ganseogogeori ↑        |
| \| N/B                 |
| ↓ Trung tâm nghệ thuật |

| Hướng Bắc | ● Incheon tuyến 1 | ← Hướng đi Bupyeong · Jakjeon · Gyeyang                                         |
| Hướng Nam | ● Incheon tuyến 1 | → Hướng đi Bến xe buýt Incheon · Woninjae · Công viên lễ hội ánh trăng Songdo → |

### Incheon tuyến 2 (B2F)
| Chợ Seokbawi ↑      |
| \| N/B              |
| ↓ Seokcheon Sageori |

| Hướng Bắc | ● Incheon tuyến 2 | ← Hướng đi Juan · Geomam · Geomdan Oryu                   |
| Hướng Nam | ● Incheon tuyến 2 | → Hướng đi Chợ Moraenae · Văn phòng Namdong-gu · Unyeon → |

## Xung quanh nhà ga
- Lối thoát 1: Văn phòng Ganseok-1-dong, trường phổ thông nghệ thuật Incheon
- Lối thoát 2: Deoksan APT
- Lối thoát 3: Seohae APT
- Lối thoát 4: Toà thị chính Incheon, trường trung học Guwol, trường tiểu học seokcheon, thư viện công cộng Joongang, bệnh viện Gacheongil
- Lối thoát 5: Văn phòng giáo dục Incheon, thư viện công cộng Joongang, bệnh viện Gacheongil, CGV, Homever
- Lối thoát 6: Trường trung học nữ sinh Sang Incheong, trường trung học Dong Incheon, công viên Joongang
- Lối thoát 7: Đại học Hangook Bangsong Tongsin, công viên Joongang
- Lối thoát 8: Công viên Joongang
- Lối thoát 9: Bưu điện Nam Incheon, công viên Joongang

## Hình ảnh

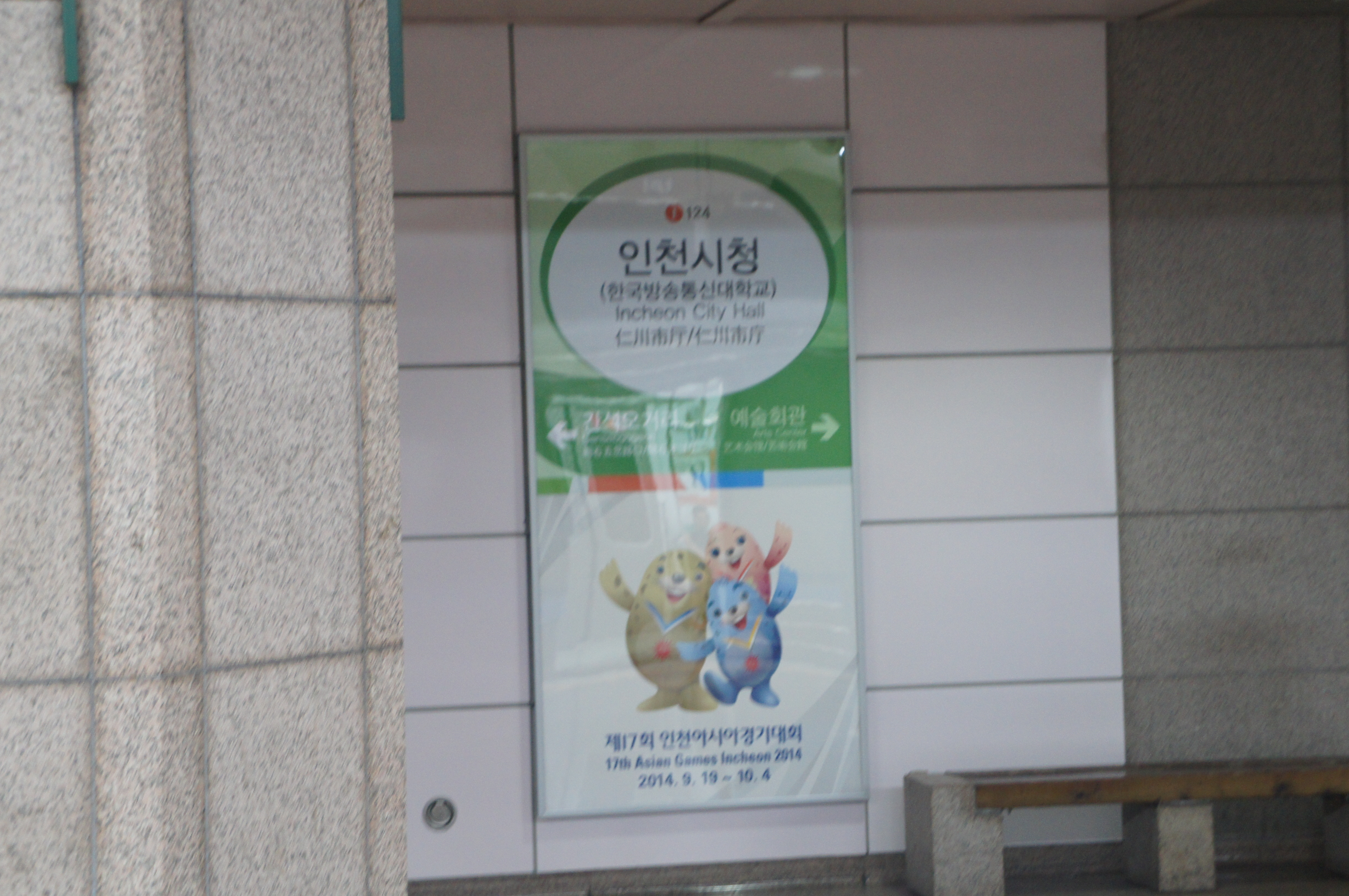
Bảng tên ga Incheon tuyến 1
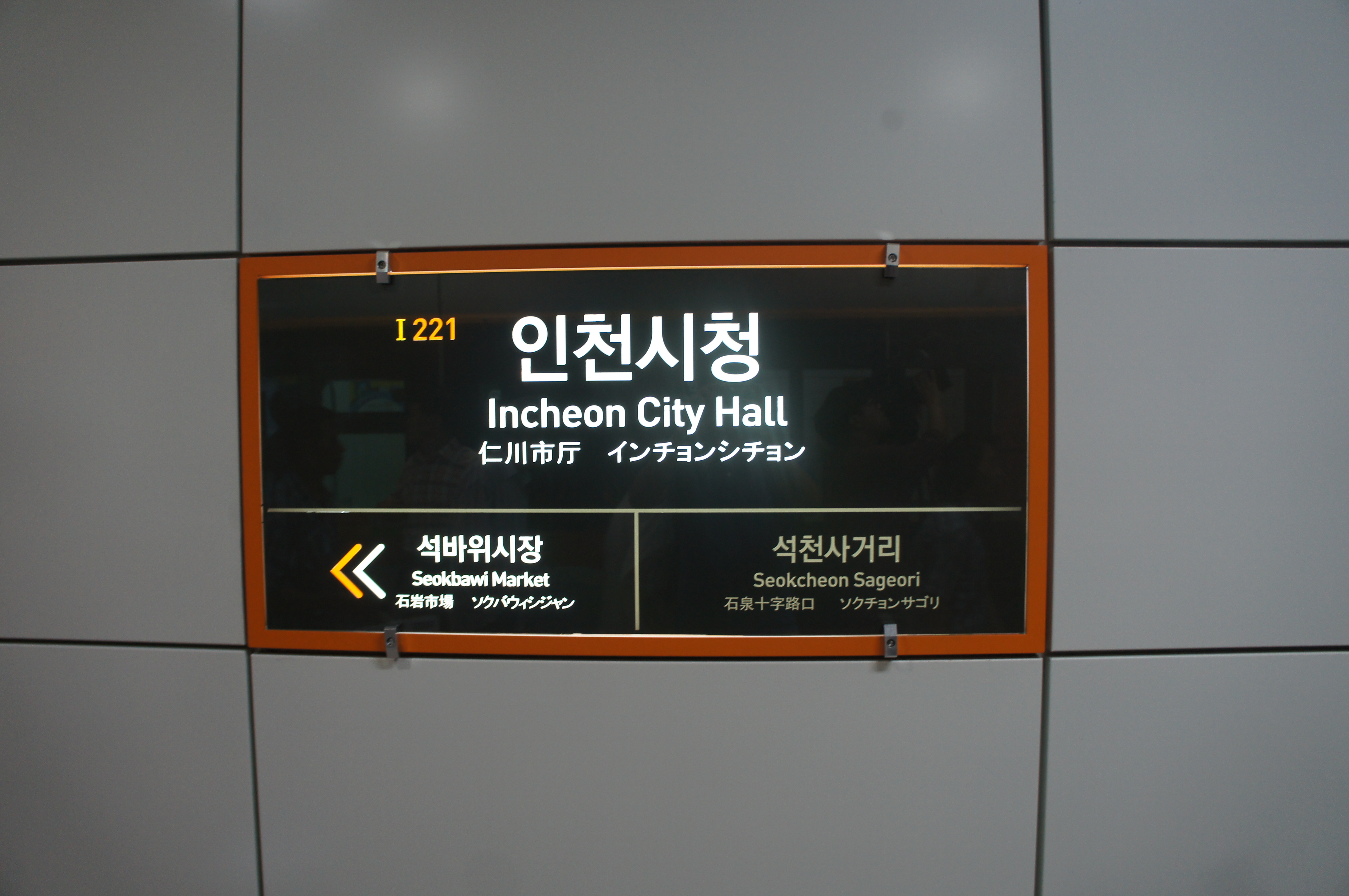
Bảng tên ga Incheon tuyến 2
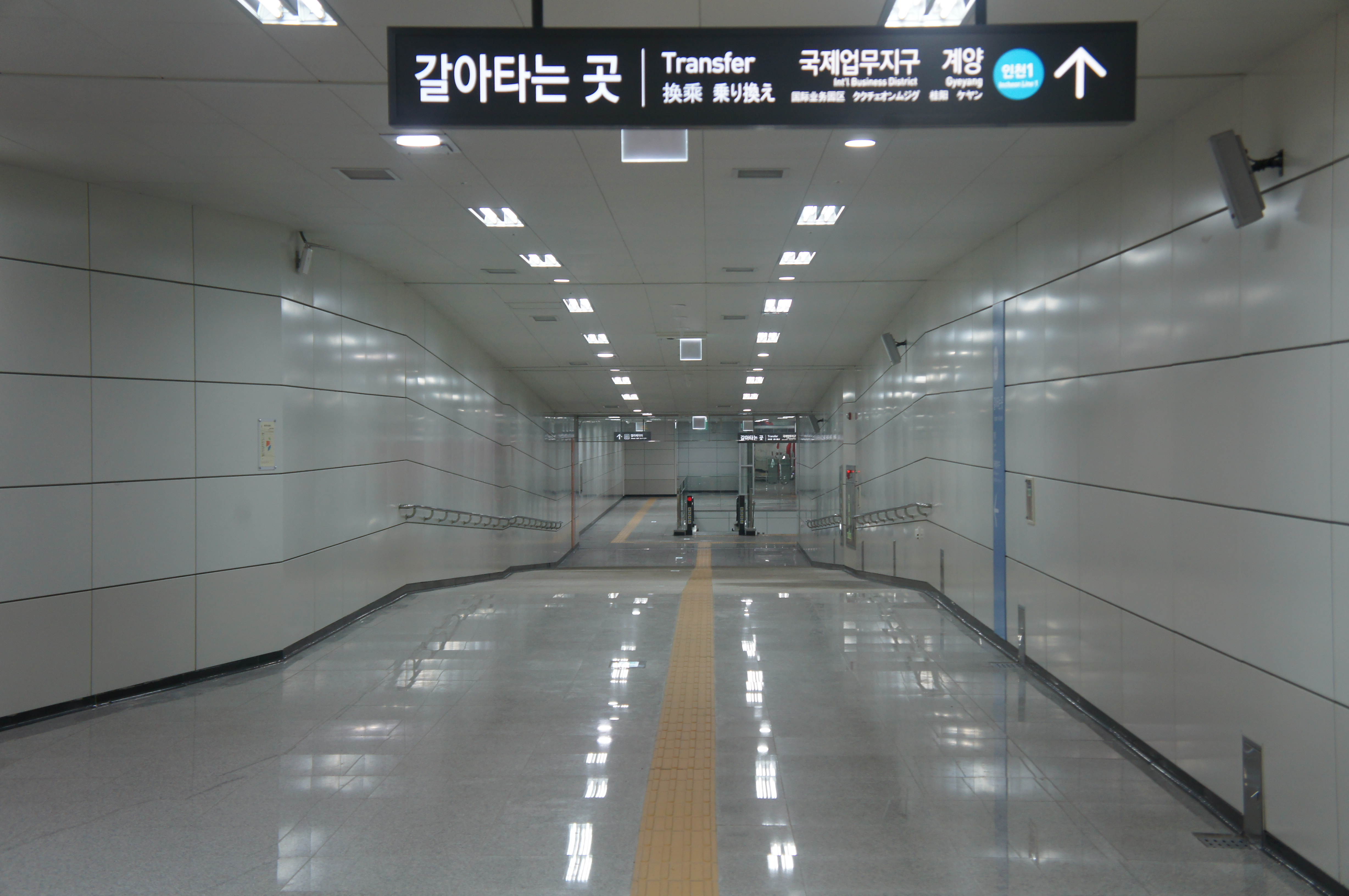
Lối đi chuyển tuyến
Cửa chắn sân ga Incheon tuyến 1
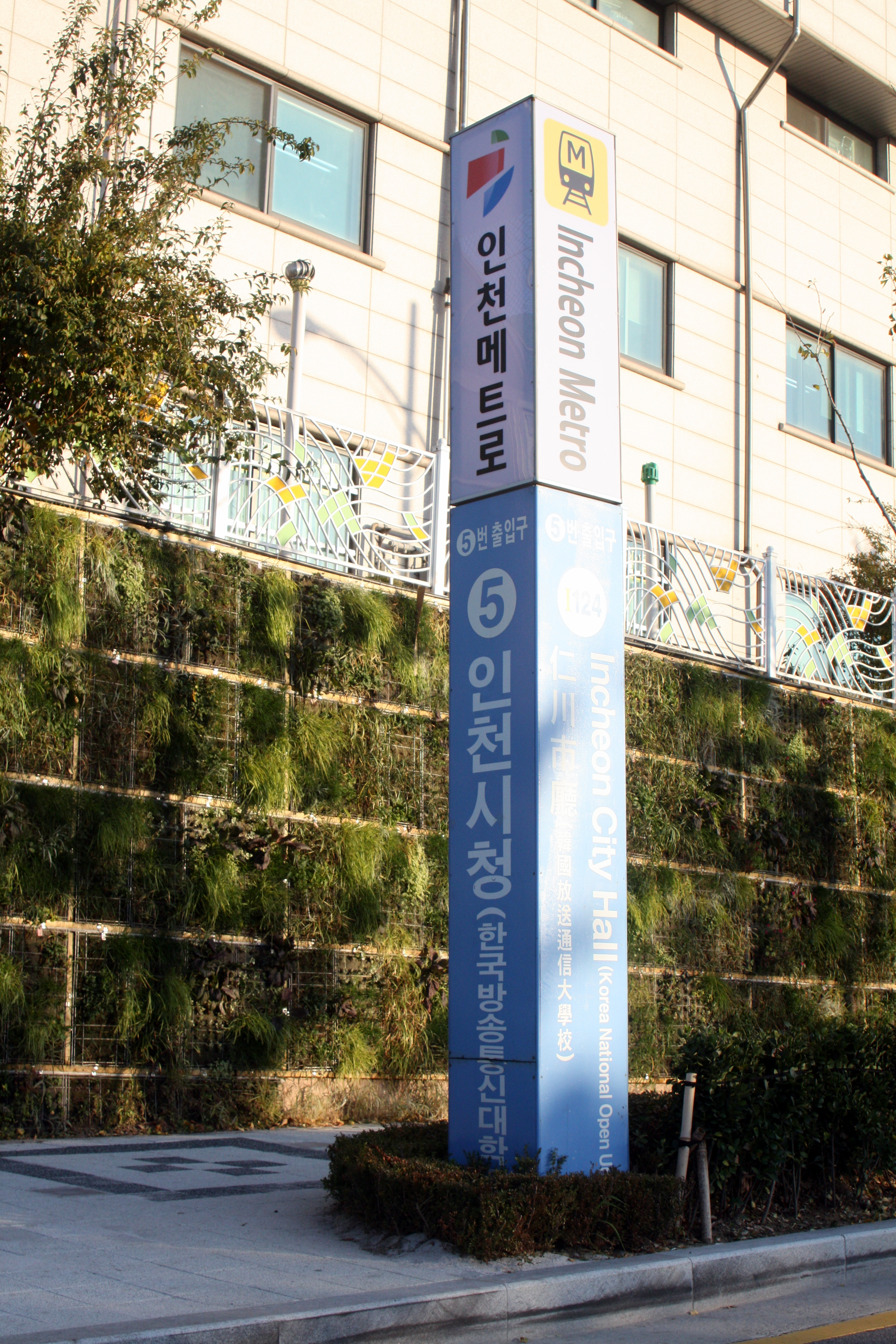
Cột báo hiệu lối vào 5
Lối vào 7
Lối vào 8
Phòng chờ Incheon tuyến 2